# انفرد (ویرجینیای غربی)
انفرد (به انگلیسی: Annfred) یک منطقهٔ مسکونی در ایالات متحده آمریکا است که در شهرستان کاناوا، ویرجینیای غربی واقع شده است. انفرد ۳۷۰٫۹۵ متر بالاتر از سطح دریا واقع شده است.